# Усть-Тосненский десант
Усть-То́сненский деса́нт — тактический десант, высаженный 19 августа 1942 года катерами Ленинградской военно-морской базы в ходе Усть-Тосненской наступательной операции Великой Отечественной войны. Составная часть битвы за Ленинград.

## План операции
Высадка десанта была запланирована днём, когда наступающие со стороны реки Тосны войска Ленинградского фронта (командующий генерал-лейтенант Л. А. Говоров) добьются первоначального успеха. Десант должен был высаживаться с Невы в тыл обороняющейся немецкой группировки и способствовать её разгрому.
Высадка десанта была поручена Ленинградской военно-морской базе (командир контр-адмирал И. Д. Кулешов). В отряд высадки были выделены 38 катеров, значительная часть которых выполняла задачу по огневому подавлению противника на участке высадки. Также был выделен отдельный отряд артиллерийской поддержки в составе 3 эсминцев, 3 канонерских лодок и артиллерийских бронекатеров, который вёл огонь с участка Невы ниже по течению, где оба берега были в руках советских войск. Также для поддержки десанта был выделен 301-й артдивизион Балтийского флота (15 орудий калибра 130 мм и 4 орудия калибра 180 мм), 13 железнодорожных батарей флота. Командир отряда высадки — капитан 2-го ранга А. М. Богданович. Операцией лично руководил командующий Балтийским флотом вице-адмирал В. Ф. Трибуц. Численность десанта — 280 человек из состава 942-го стрелкового полка (командир полка — В. В. Козино) 268-й стрелковой дивизии и 50 моряков Ленинградской ВМБ, командир десантной группы — командир роты 952 сп старший лейтенант  А.Е. Коструба.

## Высадка десанта и захват плацдарма

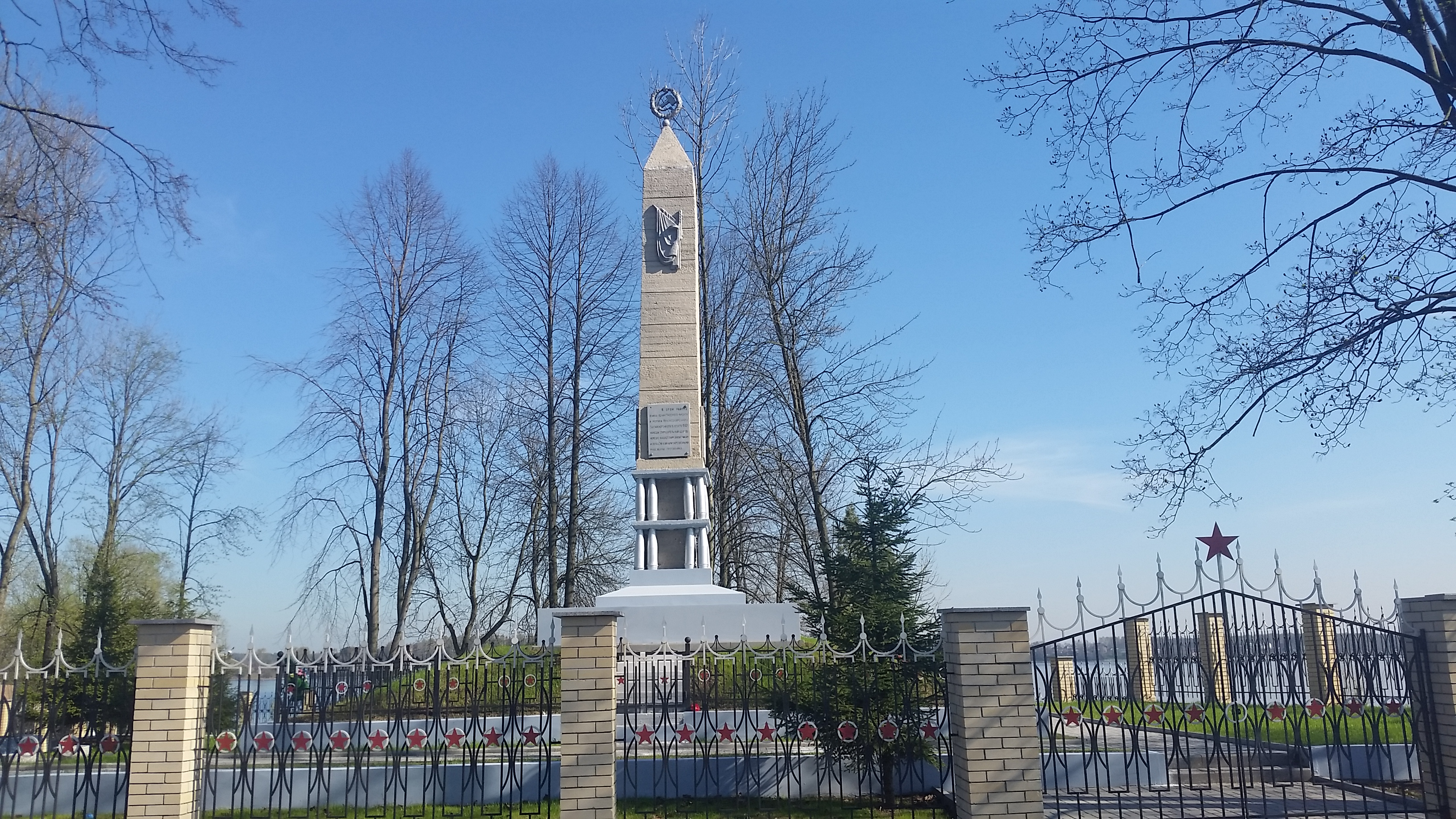
Ивановский пятачок

19 августа советские войска 55-й армии Ленинградского фронта перешли в наступление, начав Усть-Тосненскую наступательную операцию. Главный удар наносила 268-я стрелковая дивизия, которой удалось ворваться в Усть-Тосно и форсировать реку Тосну.
В разгар этого боя (около 13:00 часов),десант, прибывший вдоль левого берега Невы на 6 бронекатерах и 23 сторожевых катерах, прорвался к селу Ивановскому (правый берег реки Тосны у её впадения в Неву) и высадил две роты первого эшелона. Примерно через час был высажен второй эшелон десанта. Высадка оказалась неожиданной для противника. Используя довольно мощную и эффективную артподдержку, десантники выбили противника из береговых укреплений и продвинулись навстречу наступавшим сухопутным войскам в намеченном направлении около 1,2 километра. Немецкие войска были выбиты или покинули ряд укреплённых позиций, что способствовало полному освобождению Ивановского и Усть-Тосно. Потерь в катерах не было.
Однако далее отрицательно сказалась несогласованность действий морского и войскового командования. Десантники оказались в глубине вражеской обороны, тогда как наступление войск 55-й армии оказалось приостановленным ввиду упорного сопротивления противника. Бой принял затяжной характер. В этих условиях командир десанта принял решение на прорыв с целью соединения с частями 55-й армии, что было выполнено с потерями к исходу того же дня.
Несогласованность действий задействованных в операции сил негативно сказалось на дальнейшем ходе операции. Тем не менее советские войска заняли село Усть-Тосно и часть села Ивановское, создав здесь важный плацдарм на южном берегу Невы (Ивановский пятачок). В этом большую роль сыграли действия моряков и десантников. В последующие дни операция свелась к боям по его удержанию и безуспешным попыткам расширения.

## Снабжение советских войск на плацдарме
Ввиду отсутствия прямой связи плацдарма у Ивановского с основными силами 55-й армии, его снабжение было возложено на Ленинградскую ВМБ. Её катера практически ежедневно доставляли подкрепления и вывозили раненых через Неву. Все перевозки производились под огнём противника с близкого расстояния, были сопряжены со значительными потерями. Для прикрытия катеров и подавления вражеской артиллерии командование флота развернуло на северном берегу Невы несколько артиллерийских батарей. Однако каждый выход катеров на плацдарм был связан с большим риском.
Ниже приводятся данные о деятельности Ленинградской ВМБ по обеспечению войск на Ивановском плацдарме (по публикации в журнале «Морской сборник» в № 8 за 1992 год):

20 августа — на плацдарм прибыли 5 бронекатеров, из которых 2 получили повреждения.

21 августа десант был значительно усилен — доставлено 839 бойцов, ещё 106 ошибочно высажено в расположении 55-й армии, при этом противник потопил 6 катеров и 1 повредил.

22 августа — доставлены 220 человек, повреждён 1 катер.

23 августа — при перевозке материального имущества 1 катер был потоплен.

24 августа — отряд из 13 катеров доставил 210 человек, потеряв потопленными 2 катера.

25 августа — 8 катеров доставили 240 человек, вывозились раненые.

26 августа — доставлены 224 человека, вывезено 76 раненых, 2 катера потоплены.